# Bijapur
Bijapur, còn được gọi là Vijayapur, là một thị xã và là nơi đặt hội đồng thành phố của quận Bijapur thuộc bang Karnataka, Ấn Độ.

## Địa lý
Bijapur có vị trí 16°50′B 75°42′Đ / 16,83°B 75,7°Đ Nó có độ cao trung bình là 606 mét (1988 foot).

## Nhân khẩu
Theo điều tra dân số năm 2001 của Ấn Độ, Bijapur có dân số 245.946 người. Phái nam chiếm 51% tổng số dân và phái nữ chiếm 49%. Bijapur có tỷ lệ 69% biết đọc biết viết, cao hơn tỷ lệ trung bình toàn quốc là 59,5%: tỷ lệ cho phái nam là 76%, và tỷ lệ cho phái nữ là 62%. Tại Bijapur, 13% dân số nhỏ hơn 6 tuổi.